# Ukrudtsbrænder
En ukrudtsbrænder er et værktøj til bekæmpelse af ukrudt og anden uønsket plantevækst i haver, parker, langs fortove og stier. Ukrudtsbrænderen er en gasbrænder, der er udformet til formålet. Ukrudtsbrænderens egentlige formål er at svitse ukrudtet, så ukrudtbrænderen burde hedde en "ukrudtssvitser".
Princippet i bekæmpelsen af ukrudt med ukrudtsbrænder er en varmebehandling af planternes blade og stængler, hvorved plantecellernes indhold bringes op over de 42°C, som dræber dem. Jo tidligere en bekæmpelse starter jo bedre, for når planterne er kimplanter, er de lettest at bekæmpe. En god bekæmpelse opnås ved at "brænde" hver anden uge i forsommeren og cirka hver tredje uge i eftersommeren.
Det er en udbredt misforståelse, at ukrudtsbrænderen skal bruges som en slags flammekaster, så planterne brændes helt væk med gasbrænderen. Det er også en misforståelse, at plantecellerne skal sprænges, så planternes død fremkaldes ved udtørring i forbindelse med fordampning og væsketab. Ingen af disse fremgangsmetoder afhjælper problemet, da ukrudtet kan overleve behandlingen og skyde frem igen. Det er derimod den gentagne ødelæggelse af de overjordiske, grønne dele, der dræber planterne fuldstændigt.